# Sebastião Alba
Pour les articles homonymes, voir Alba.
Sebastião Alba (pseudonyme de Dinis Albano Carneiro Gonçalves), né le 11 mars 1940 à Braga et mort le 14 octobre 2000 dans la même ville, est un poète et écrivain né au Portugal, naturalisé mozambicain. Son œuvre la plus connue est A noite dividida (1981).

## Biographie
Sebastião Alba est né le 11 mars 1940 à Braga. Alors qu'il est âgé de huit ans, sa famille s'installe dans la colonie portugaise du Mozambique où il vivra pendant 35 ans. C'est là qu'il publie ses premiers poèmes et livres.
En octobre 1974 son recueil O Ritmo do Presságio est publié, avec une préface de José Craveirinha.
Considéré comme déserteur de l'armée portugaise, lié au Front de libération du Mozambique (FRELIMO), il est arrêté.
En 1983, désenchanté par la situation politique au Mozambique, il retourne au Portugal avec sa femme et leurs deux filles. Mais les difficultés s'enchaînent : le divorce de ses parents, la mort de sa mère, puis de son père, son propre divorce. Il fume et boit de plus en plus. Après plusieurs tentatives de désintoxication, il entre dans la marginalité, errant dans les rues, dormant n'importe où. Néanmoins il ne cesse jamais d'écrire et continue à  préparer, à l'aide d'amis, la publication de ses poèmes.
Le 15 octobre 2000, au petit matin, Sebastião Alba meurt dans un accident de la route.

## Œuvre
- Poesias, Quelimane, auto-édition, 1965.
- O Ritmo do Presságio, Maputo, Livraria Académica, 1974.
- O Ritmo do Presságio, Lisboa, Edições 70, 1981.
- A Noite Dividida, Lisboa, Edições 70, 1982.
- A Noite Dividida (inclut O Ritmo do Presságio / A Noite Dividida / O Limite Diáfano), Lisboa, Assírio e Alvim, 1996.
- Uma Pedra Ao Lado Da Evidência (anthologie : O Ritmo do Presságio / A Noite Dividida / O Limite Diáfano + inédits), Porto, Campo das Letras, 2000.

## Distinctions
En 1997 il reçoit le Grande Prémio de Literatura dst (pt).